# 杭州师范大学附属中学
杭州师范大学附属中学(The High School Affiliated to Hangzhou Normal University)，简称杭师大附中，是一所由杭州市教育局举办的全日制公办普通高级中学，位于杭州市西湖区振华路5号。
学校1997年评定为“浙江省一级重点中学”，2014年被评为浙江省首批“一级特色示范学校”，2014年4月被认定为浙江省一级普通高中特色示范学校，是全国首批青少年校园足球特色学校（2015年）。
学校创建于1969年，初名为杭州市第十三中学；1979年8月，更名为杭州师范学院附属中学；2000年9月，更名为杭州师范学院附属三墩高级中学；2005年，更名为杭州师范学院附属高级中学；2007年，定名为杭州师范大学附属中学。 

## 简介
2000年9月，学校被国务院确为浙江省“内地新疆高中班”的定点学校，现每年单独招收4个班。学校成立了新疆部，有相对独立的学习和生活园区。
2012年经浙江省教育厅批准和中国教育部备案，学校每年可招收2个中美合作高中课程国际班。
学校形成了“一体两翼”（本部+新疆部+国际部）的办学格局，现有教职工230余人，其中1名教授级高级教师，4名特级教师，省市名师、学科带头人15名。
学校占地240多亩，建筑面积6.5万多平米，绿化面积5.6万多平米。本部学生公寓可容纳1800多学生住校。现有58个教学班，共计2200余名学生。

## 历任校长
- 贺旭（任期：1972年10月—1978年9月）
- 许锡钰（任期：1980年12月—1984年6月）
- 顾树蕊（任期：1984年6月—1986年1月）
- 李振声（任期：1986年1月—1990年7月）
- 鲍源生（任期：1990年9月—1992年8月）
- 郭禾阳（任期：1992年8月—1996年6月）
- 孙伟华（任期：1996年6月—1998年7月）
- 沈建平（任期：1998年7月—2001年5月）
- 马里松（任期：2001年5月—2007年3月）
- 刘诚平（任期：2007年3月—2009年7月）
- 任学宝（任期：2009年7月—2016年1月）
- 蔡小雄（任期：2016年2月—2017年7月）
- 唐新红（任期：2017年8月—2019年7月）
- 陈利民（任期：2019年7月—2022年11月)
- 陈伟浓  (任期：2022年12月-2024年7月)
- 周燕  (任期：2024年8月-至今)

## 荣誉
- 杭州市名师培养高中理科综合基地
- 中小学体育基地
- 高中英语学科基地
- 高中历史学科基地

## 交通
学校距离浙江大学紫金港校区不远，较近的公交站为晴彩桥，现有17、89、1224M(社区接驳公交)、1210M(社区接驳公交)等公交线路停靠。
学校门口的振华路经过建设，较之前宽许多，更加方便车辆通行。